# Liz Kessler
Liz Kessler (ur. 1966) – brytyjska autorka książek dla dzieci, przede wszystkim znana z serii o Amelii Ogonowskiej. W Polsce wydano jedynie dwie książki z tej serii.

## Życiorys
Dorastała w Southport, w północno-zachodniej Anglii, a także mieszkała w Manchesterze i Cheshire. Obecnie mieszka w St Ives, w Kornwalii.
Liz studiowała język angielski na Uniwersytecie Loughborough, a następnie zdobyła kwalifikacje nauczyciela na Keele University, a tytuł magistra w pisaniu kreatywnym (ang. Creative writing) zdobyła na Manchester Metropolitan University.
Pracowała jako nauczyciel, ucząc języka angielskiego i medioznawstwa, a także prowadziła kursy kreatywnego pisania. Liz była także dziennikarką pracującą w gazetach lokalnych i regionalnych zarówno w Jorku i Manchesterze.
Przeprowadziła krótki wywiad z BBC na temat twórczego pisania. Jest reprezentowana przez Agencję Literacką Bryan Felicity, a jej książki są publikowane przez wydawnictwo Orion Children's Books.

## Twórczość
- A Year Without Autumn (2011)
- North of Nowhere (2013)
- Has Anyone Seen Jessica Jenkins? (2015)
- Read Me Like a Book (2015)

### Amelia Ogonowska
1. Tajemnica Amelii (ang. The Tail of Emily Windsnap) (ang. 2003; pl. 2004)
2. Amelia i potwór z głębin (ang. Emily Windsnap and the Monster from the Deep) (ang. 2004; pl. 2005)
3. Emily Windsnap and the Castle in the Mist (2006)
4. Emily Windsnap and the Siren's Secret (2010)
5. Emily Windsnap and the Land of the Midnight Sun (2012)
6. Emily Windsnap and the Ship of Lost Souls (2015)
7. Emily Windsnap and the Falls of Forgotten Island (2018)
8. Emily Windsnap and the Pirate Prince (2019)
9. Emily Windsnap and the Tides of Time (2020)

### Philippa Fisher
- Philippa Fisher's Fairy Godsister (ang. 2008)
- Philippa Fisher and the Dream-Maker's Daughter (ang. 2009)
- Philippa Fisher and the Stone Fairy's Promise (ang. 2010)

### Poppy the Pirate Dog
- Poppy the Pirate Dog (2012)
- Poppy the Pirate Dog's New Shipmate (2013)
- Poppy the Pirate Dog and the Missing Treasure (2015)